# Mallorn
Mallorn (plural mellyrn - sindarin) är en fiktiv trädart som förekommer i Sagan om ringen. Quenyaformen är malinornë (plural malinorni).
Mallorn beskrevs, till formen, påminna mycket om en björk. Barken var slät och grå. Löven färgades till guld under hösten. Träden behöll löven fram till våren då de föll till marken. De nya bladen som växte fram var gröna ovantill och skimrade av silver undertill. De gyllene blommorna slog ut och bildade klasar likt körsbär. Frodo Bagger beskrev det som om han kunde känna livet i trädet när han rörde vid dess stam i Lothlórien. Trädets frukt var en nöt i ett silverskal. I Lorien kan man finna mången mallorn och de har gett skogen smeknamnet "gyllene skogen". 